# Ковиршин Євген Сергійович
Євген Сергійович Ковиршин (біл. Яўген Сяргеевіч Кавыршын; 25 січня 1986, м. Електросталь, СРСР) — білоруський хокеїст, центральний нападник. Виступає за «Сєвєрсталь» (Череповець) у Континентальній хокейній лізі.  
Вихованець хокейної школи «Елемаш» (Електросталь). Виступав за «Елемаш-2» (Електросталь), ХК «Брест», «Керамін» (Мінськ), «Шахтар» (Солігорськ), «Динамо» (Мінськ).
У складі національної збірної Білорусі провів 16 матчів (1 гол, 5 передач), учасник чемпіонатів світу 2009, 2010, 2011 і 2012 (26 матчів, 3+7). 

## Досягнення
- Срібний призер чемпіонату Білорусі (2010)
- Володар Кубка Білорусі (2008)
- Володар Кубка Шпенглера (2009).